# Achernar
Achernar (Alfa Eridani / α Eri / HR 472 / HIP 7588)  es una estrella de primera magnitud (la octava más brillante del cielo nocturno) que configura el  extremo sur de la larga constelación de Eridanus («El Río Erídano»). Es de color blanco azulado y es circumpolar desde latitudes australes superiores a 32°45′ S (y, por lo tanto, nunca es visible desde latitudes boreales superiores a 32°45′ N). Su nombre deriva del árabe Al Ahir al Nahr (‘el fin del río’).
Se encuentra a unos 144 años luz del Sol y su magnitud aparente es +0.45, por lo que su luminosidad intrínseca es unas 1076 veces la solar. Es una estrella de muy rápida rotación, por lo que su forma es considerablemente achatada. Asimismo es una variable de tipo Lambda Eridani.

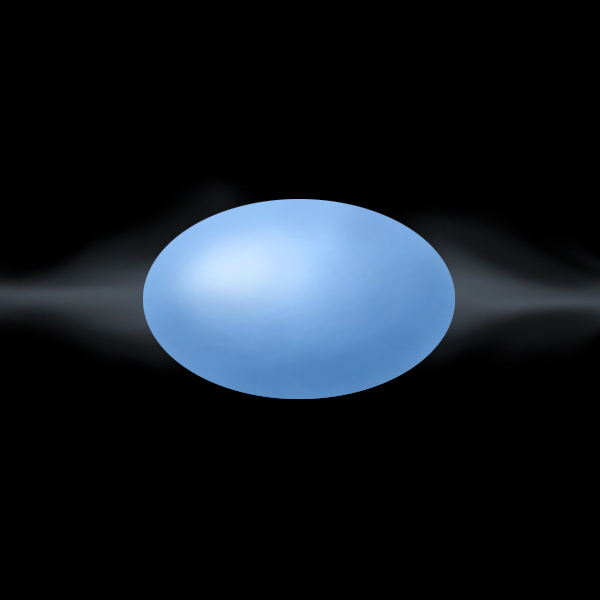
No todas las estrellas son esféricas en el universo; debido a su extrema velocidad de rotación, Achernar presenta una peculiar forma achatada.

El nombre Achernar se aplica al componente primario de una sistema binario. Los dos componentes se designan Alfa Eridani A (el primario) y B (el secundario), siendo este último conocido informalmente como Achernar B. Según lo determinado por el satélite de astrometría Hipparcos satélite de astrometría, este sistema se encuentra a una distancia aproximada de 139 años luz del Sol.
De las diez estrellas más brillantes del cielo nocturno, en términos de magnitud aparente son, de mayor a menor brillo, Sirio,  Canopus, Alfa Centauri, Arcturus,  Vega, Capella, Rigel, Procyon, Achernar y Betelgeuse. Alfa Eridani es la más caliente y de color más azulado, debido a que Achernar es de tipo espectral B. Achernar tiene una velocidad de rotación inusualmente rápida, lo que hace que adquiera forma de oblato. La secundaria es más pequeña, de tipo espectral A, y orbita alrededor de Achernar a una distancia de 7.35 au.

## Nomenclatura
α Eridani (latinizado a Alfa Eridani) es la denominación de Bayer del sistema. Las denominaciones de los dos componentes —Alfa Eridani A y B— derivan de la convención utilizada por el Washington Multiplicity Catalog (WMC) para sistemas estelares múltiples, y adoptada por la Unión Astronómica Internacional (IAU).
El sistema lleva el nombre tradicional de Achernar (a veces deletreado Achenar), derivado del  árabe آخر النهر ākhir an-nahr (‘el final del río’). Sin embargo, parece que este nombre se refería originalmente a Theta Eridani en su lugar, que últimamente se conocía con el nombre tradicional similar de Acamar, con la misma etimología. El Grupo de trabajo de la Unión Astronómica Internacional para el nombre de las estrellas de la IAU (WGSN) aprobó el nombre con la grafía Achernar para la componente Alpha Eridani A el 30 de junio de 2016 y así figura ahora en la Lista de Nombres Estelares aprobados por la IAU.
En chino causado por la adaptación de las constelaciones europeas del hemisferio sur al sistema chino, 水委 (Shuǐ Wěi, ‘agua corriente torcida’), se refiere a un asterismo formado por Achernar, ζ Phoenicis y η Phoenicis. En consecuencia, el propio Achernar se conoce como 水委一 (Shuǐ Wěi yī, en inglés: la Primera Estrella del Agua Corriente Torcida).
Los indígenas Boorong del noroeste de Victoria, Australia, la llamaron Yerrerdetkurrk.

### Homónimo
El USS Achernar (AKA-53) fue un carguero de ataque de la United States Navy.

## Propiedades

La velocidad de rotación extrema ha aplanado a Achernar.

Achernar está en el cielo profundo del sur y nunca se eleva sobre el horizonte más allá de los 33° N, aproximadamente la latitud de Dallas, Texas. Se ve mejor desde el hemisferio sur en noviembre; es una estrella circumpolar por encima (es decir, al sur) de los 33°S, aproximadamente la latitud de Santiago. En esta latitud, por ejemplo, la costa sur de Sudáfrica (Ciudad del Cabo a Puerto Elizabeth) cuando está en la culminación inferior es apenas visible a simple vista ya que está sólo un grado por encima del horizonte, pero sigue siendo circumpolar. Más al sur, es bien visible en todo momento durante la noche.
Achernar es una estrella brillante y azul con unas siete veces la masa del Sol. Es una estrella de la secuencia principal con una clasificación estelar de B6 Vep, pero es unas 3000 veces más luminosa que el Sol. Las observaciones en infrarrojo de la estrella mediante un sistema de óptica adaptativa en el Very Large Telescope muestran que tiene una estrella compañera en una órbita cercana. Parece ser una estrella de tipo A en el rango de clasificación estelar A0V-A3V, lo que sugiere una masa estelar de aproximadamente el doble de que la del Sol. La separación de las dos estrellas es de aproximadamente 12.3 au y su período orbital es de al menos 14‑15 años.
A partir de 2003, Achernar es la estrella menos esférica de la Vía Láctea estudiada hasta la fecha. Gira tan rápidamente que ha adoptado la forma de un esferoide oblato con un diámetro ecuatorial un 35 % mayor que su diámetro polar. El eje polar está inclinado unos 60.6° con respecto a la línea de visión desde la Tierra. Dado que en realidad es una estrella binaria, su forma altamente distorsionada puede causar desviaciones no despreciables de la trayectoria orbital de la compañera con respecto a una elipse kepleriana. Una situación similar ocurre con la estrella Regulus.
Debido a la forma distorsionada de esta estrella, existe una importante variación de temperatura por latitud. En el polo, la temperatura es de 17 124 K, mientras que en el ecuador es de 12 673 K. La temperatura media de la estrella es de aproximadamente 15 000 °C. Las altas temperaturas polares están generando un rápido viento polar que está expulsando materia de la estrella, creando una envoltura polar de gas caliente y plasma. Toda la estrella está rodeada por una envoltura extendida que puede detectarse por su exceso de emisión infrarroja, o por su polarización. La presencia de un disco circunestelar de gas ionizado es una característica común de las estrellas Be como ésta. El disco no es estable y decrece periódicamente hacia la estrella. La máxima polarización del disco de Achernar se observó en septiembre de 2014, y ahora está disminuyendo.

## Compañera de movimiento
La enana roja 2MASS J01375879-5645447 se encuentra a medio grado al norte de Achernar.  Se ha determinado que se encuentra a la misma distancia y comparte un movimiento propio común, además de tener aproximadamente la misma edad.  La separación proyectada entre ambos es de algo más de un año luz y no estarían ligados gravitatoriamente, pero se propone que ambos forman parte de la asociación Tucana-Horologium.

## Visibilidad histórica
Debido a la precesión, Achernar se encontraba mucho más al sur en la antigüedad que en la actualidad, estando a 7.5 grados del polo sur alrededor del 3400 a. C. (decl −82° 40 ')  y todavía se encuentra en declinación de −76.º alrededor del 1500 a. C. De ahí que los antiguos egipcios no lo supieran. Incluso en el año 100 d. C. su declinación era de alrededor de −67.º, lo que significa que Ptolomeo no podría haberla visto desde Alejandría, mientras que Theta Eridani era visible tan al norte como Creta. Entonces, el «fin del río» de Ptolomeo fue ciertamente Theta Eridani. Alpha Eridani no fue visible desde Alejandría hasta aproximadamente el año 1600 EC.
Hasta aproximadamente marzo de 2000, Achernar y Fomalhaut eran las dos estrellas de primera magnitud más alejadas de cualquier otra, siendo sus vecinas más cercanas entre sí. Antares es ahora la estrella de primera magnitud más aislada, aunque Antares se encuentra en una constelación (Escorpio) con muchas estrellas brillantes de segunda magnitud, mientras que las estrellas que rodean a Alpha Eridani y Fomalhaut son considerablemente más débiles.
El primer catálogo de estrellas para contener Achernar en la tabla de Eridanus es Uranometria de Johann Bayer. [26] Bayer no la observó él mismo, y se atribuye a Pieter Dirkszoon Keyser y los primeros viajes de los holandeses a las Indias Orientales («Eerste Schipvaart»). Por lo tanto, fue la única estrella de primera magnitud que no figura en el Almagesto de Ptolomeo.
Alpha Eridani continuará moviéndose hacia el norte en los próximos milenios, elevándose desde Creta dentro de unos 500 años antes de alcanzar su declinación norte máxima entre el octavo y el undécimo milenio, cuando será visible tan al norte como Alemania y el sur de Inglaterra.